# Conde de Monsaraz
Conde de Monsaraz é um título nobiliárquico criado por D. Carlos I de Portugal, por Decreto de 3 de Janeiro de 1890, em favor de António de Macedo Papança, antes 1.° Visconde de Monsaraz.
Titulares
1. António de Macedo Papança, 1.° Visconde e 1.° Conde de Monsaraz.

Após a Implantação da República Portuguesa, e com o fim do sistema nobiliárquico, usaram o título: 
1. Alberto de Monsaraz, 2.° Conde de Monsaraz;
2. António Duarte Nuno de Azevedo de Monsaraz, 3.º Conde de Monsaraz;
3. Maria Flávia de Monsaraz, 4.ª Condessa de Monsaraz.[2]